# 坦尾站
坦尾站是广州地铁5号线和6号线的换乘站之一，位於中国广东省廣州市荔灣區大坦沙雙橋中路橋中中路口，双桥公园附近。該站於2009年12月28日随5号线首期通车而正式啟用，2013年12月28日随着地铁六号线通车成为换乘车站。

## 車站結構

### 車站樓層
本站共有五層。地上三層為5號線站台層；地上二層為夾層站廳以及非收费区的过街天桥；地面為站廳、設備區、雙橋中路、橋中中路；地下一层为连接6号线两侧站台和地面的联络通道；地下二層為地下东西站厅以及6號線站台層。
| 地上三层 | 2 站台               | █5号线 滘口方向（下站：滘口）           |  |  |
|          | 岛式站台             |                                         |  |  |
|          | 1 站台               | █5号线 黄埔新港方向（下站：中山八）     |  |  |
| 地上二层 | 夹层站厅 5号线       | 售票機、客服中心、警务室、安检设施      |  |  |
|          |                      | 行人过街天桥（非付费区）、商店          |  |  |
| 地面     | 地面站厅 5号线 6号线 | 售票機、客服中心、安检设施 来往两线站台 |  |  |
|          | 设备区               | 车站设备、卫生间                        |  |  |
| 地下一层 | 联络通道 6号线       | 付费区来往 █6号线两侧站台和地面站厅     |  |  |
| 地下二层 | 地下东站厅 6号线     | 售票机、客服中心、安检设施              |  |  |
|          | 侧式站台             |                                         |  |  |
|          | 4 站台               | █6号线 潯峰崗方向（下站：河沙）         |  |  |
|          | 3 站台               | █6号线 香雪方向（下站：如意坊）         |  |  |
|          | 侧式站台             |                                         |  |  |
|          | 地下西站厅 6号线     | 售票机、客服中心、安检设施              |  |  |

### 站厅
坦尾站共分为4个站厅，分别位于地上二层的夹层站厅、位于地面的地面站厅，以及地下二层與6号线月台同層的两个东西站厅。
为方便行人进出以及换乘需求，地面站厅大部分区域、地上二层站厅5号线站台正下方位置以及6号线各站台以南均为收费区。另外，本站设有2台专用电梯，以及多组扶手电梯和楼梯供乘客往返于站厅以及各线路之月台。
坦尾站现在于地面设有一家7-11便利店，同时亦设有自动售卡/充值机、自動售賣机等设施。
另外，本站的卫生间设于车站地面F出口附近的车站設備房东侧。

### 月台以及换乘
本站5號綫設有一個島式月台，位於雙橋中路北側上空；6號綫設有兩個側式月台，位於橋中中路西側地塊的地底。兩線月台大致成一個反「T」字型。兩線月台分別以扶梯及樓梯連接至地面站廳，換乘時經過地面站廳進行；或可使用升降機直接来往两线站台。
本站西北象限設有連接5號線及6號線的聯絡線，同時6號線月台北面設有一條渡線。當6號線的高架段出現故障时，往潯峰崗方向的列車則會通過此條渡線折返，以本站為臨時總站。
當颱風來襲或受其它恶劣天气影响需要停運露天段時，本站位處高架的5號線部分將會隨5號線高架段停運而暫停服務；位處地下的6號線部分將會視情況繼續維持有限度的列車服務，或直接停運而關閉車站。
另外，5号线月台层的车站顶棚由於設計原因，在下雨时起不到挡雨的作用，雨勢較大時，整個月台都會被雨水潑濕。同時為了避免干擾司機行車，乘客被禁止在月台上自行打傘擋雨。为弥补该不足，位于5号线月台东端的车站顶棚支撑处设有“爱心驿站“的箱型密封候车室供乘客挡雨。候車室內更設有空調，在炎夏或嚴冬時節時也能給乘客提供較舒適的候車環境。但受到月台寬度有所限制，候車室內空間較狹小，現時若雨勢較大且乘客較多的情況下，車站職員只能讓乘客先在月台下方夾層候車，等到列車即將進站時再讓乘客前往月台上車。
两线月台上的書法字也有所区别，5号线采用由叶根友制作的书法大字，6号线采用华文行楷電腦書法字。

### 出入口
坦尾站现时設有7個出入口，分別分佈在5號線地面站廳、架空層及6號線地下兩個側式站廳。当中，D和G兩個出入口在地面為相鄰的兩個樓梯口，惟D出入口僅直接通往地下的6號線站廳及潯峰崗方向站台；G出入口則僅直接通往位於高架部分的5號線站廳。
|                                               |                                  |      |          | |
|                                               |                                  |      |          | |
| 編號                                          | 设施                             | 照片 | 出口指示 | 建議前往的目的地                                                                                   |
| 6号线西站廳（3號月台香雪方向）                |                                  |      |          | |
| B                                             | 盲道标志                         |      | 雙橋路   | 桥中公交车站（西行）、桥中公交总站                                                                 |
| 6号线東站廳（4號月台潯峰崗方向）              |                                  |      |          | |
| D                                             | 盲道标志                         |      | 橋中中路 | 桥中中路南公交车站                                                                                 |
| 5号线站廳（地上2層）                          |                                  |      |          | |
| C                                             |                                  |      | 雙橋路   | 桥中公交车站（西行）、桥中公交总站                                                                 |
| F                                             | 洗手间标志                       |      | 雙橋路   | |
| G                                             |                                  |      | 橋中中路 | 桥中中路南公交车站                                                                                 |
| 5号线站廳（地面）                             |                                  |      |          | |
| I                                             | 盲道标志 · 无障碍通道标志 · 同层 |      | 橋中南路 | 雙橋公園、大坦沙污水處理廠公交車站、桥中公交车站（东行）、坦尾路公交車站、双桥公园公交车站（东行） |
| J                                             | 盲道标志 · 同层                  |      | 橋中南路 | |
| 註： 設有 \| 設有 \| 設於同一層 \| 設有洗手間 |                                  |      |          | |

## 接驳交通
坦尾站周边设有多个巴士站，方便乘客前往佛山南海、芳村以及大坦沙周边等地。
| 编号 | 编号  | 线路                                 | 线路 | 线路                       | 收费 | 备注 |
| ---- | ----- | ------------------------------------ | ---- | -------------------------- | ---- | ---- |
|      | 19    | 岭南V谷                              | ⇆    | 桥中                       | 2元  |      |
|      | 25    | 昌岗路                               | ⇆    | 大坦沙（市1中）            | 2元  |      |
|      | 34    | 芳信路（郭村小区）                   | ⇆    | 云霄街（五号停机坪）       | 2元  |      |
|      | 52    | 南漖（立白科技园）                   | ⇆    | 广州火车站（草暖公园）     | 3元  |      |
|      | 61    | 滘口客运站                           | ↻    | 上下九步行街               | 2元  |      |
|      | 广123 | （广州）革新路（光大花园）           | ⇆    | （佛山）半岛花园           | 2元  |      |
|      | 124   | 云苑新村                             | ⇆    | 滘口客运站                 | 2元  |      |
|      | 128   | 珠岛花园                             | ⇆    | 海印桥                     | 2元  |      |
|      | 广132 | （佛山）白天鹅花园                   | ⇆    | （广州）中山八路           | 2元  |      |
|      | 193   | 广卫路                               | ⇆    | 汾水小区                   | 2元  |      |
|      | 广205 | （广州）康王路（上下九）             | ⇆    | （佛山）白沙（中海金沙湾） | 2元  |      |
|      | 207   | 广州花卉博览园（东西部扶贫交易市场） | ⇆    | 恒宝广场                   | 2元  |      |
|      | 209   | 坦尾（柏悦湾）                       | ⇆    | 广州火车东站               | 2元  |      |
|      | 233   | 滘口客运站                           | ⇆    | 广州火车东站               | 2元  |      |
|      | 256   | 珠岛花园                             | ↻    | 草暖公园                   | 2元  |      |
|      | 广260 | （广州）站南路                       | ⇆    | （佛山）穗盐路（雍景豪园） | 2元  |      |
|      | 261   | 大坦沙（市1中）                      | ⇆    | 鱼珠                       | 3元  |      |
|      | 广286 | （广州）广卫路                       | ⇆    | （佛山）黄岐第一城         | 2元  |      |
|      | 416   | 坦尾                                 | ↻    | 坦尾                       | 2元  |      |
|      | 555   | 大坦沙（市1中）                      | ⇆    | 白云文化广场               | 2元  |      |
|      | 783   | 茶滘路                               | ↻    | 沙面小学（大坦沙校区）     | 2元  |      |
|      | 832   | 滘口客运站                           | ⇆    | 白云山制药厂               | 3元  |      |

| 编号 | 编号         | 线路                  | 线路                  | 线路                   | 收费                  | 备注                  |
| ---- | ------------ | --------------------- | --------------------- | ---------------------- | --------------------- | --------------------- |
|      | 839          | 广州白云站            | ⇆                     | 芳和花园               | 2元                   |                       |
|      | 994          | 已于2024年5月4日停办  | 已于2024年5月4日停办  | 已于2024年5月4日停办   | 已于2024年5月4日停办  | 已于2024年5月4日停办  |
|      | 夜11         | 芳村西塱              | ⇆                     | 广州火车站（草暖公园） | 3元                   | 19路附属线路          |
|      | 夜27         | 车陂                  | ⇆                     | 滘口客运站             | 4元                   | 124路附属线路         |
|      | 夜31         | 珠岛花园              | ⇆                     | 海印桥                 | 3元                   | 128路附属线路         |
|      | 夜44         | 海珠客运站            | ⇆                     | 桥中                   | 3元                   | 208路附属线路         |
|      | 广夜58       | （佛山）沙面新城      | ⇆                     | （广州）中山八路       | 3元                   | 广132路附属线路       |
|      | 夜69         | 滘口客运站            | ⇆                     | 鳌鱼岗大街牌坊         | 4元                   | 236路附属线路         |
|      | 夜95         | 大坦沙（市1中）       | ⇆                     | 南方医院               | 4元                   | 832路附属线路         |
|      | 夜99         | 康王路（上下九）      | ⇆                     | 大坦沙（市1中）        | 3元                   |                       |
|      | 高峰快线52   | 已于2024年3月31日停办 | 已于2024年3月31日停办 | 已于2024年3月31日停办  | 已于2024年3月31日停办 | 已于2024年3月31日停办 |
|      | 广高峰快线57 | 已于2023年4月8日停办  | 已于2023年4月8日停办  | 已于2023年4月8日停办   | 已于2023年4月8日停办  | 已于2023年4月8日停办  |
|      | 高峰快线69   | 已于2022年1月16日停办 | 已于2022年1月16日停办 | 已于2022年1月16日停办  | 已于2022年1月16日停办 | 已于2022年1月16日停办 |

| 编号 | 编号  | 线路               | 线路 | 线路                    | 收费 | 备注 |
| ---- | ----- | ------------------ | ---- | ----------------------- | ---- | ---- |
|      | 佛279 | （佛山）桂城地铁站 | ⇆    | （广州）大坦沙（市1中） | 4元  |      |

| 编号 | 编号  | 线路                                 | 线路 | 线路                       | 收费 | 备注 |
| ---- | ----- | ------------------------------------ | ---- | -------------------------- | ---- | ---- |
|      | 19    | 岭南V谷                              | ⇆    | 桥中                       | 2元  |      |
|      | 25    | 昌岗路                               | ⇆    | 大坦沙（市1中）            | 2元  |      |
|      | 34    | 芳信路（郭村小区）                   | ⇆    | 云霄街（五号停机坪）       | 2元  |      |
|      | 52    | 南漖（立白科技园）                   | ⇆    | 广州火车站（草暖公园）     | 3元  |      |
|      | 61    | 滘口客运站                           | ↻    | 上下九步行街               | 2元  |      |
|      | 广123 | （广州）革新路（光大花园）           | ⇆    | （佛山）半岛花园           | 2元  |      |
|      | 124   | 云苑新村                             | ⇆    | 滘口客运站                 | 2元  |      |
|      | 128   | 珠岛花园                             | ⇆    | 海印桥                     | 2元  |      |
|      | 广132 | （佛山）白天鹅花园                   | ⇆    | （广州）中山八路           | 2元  |      |
|      | 193   | 广卫路                               | ⇆    | 汾水小区                   | 2元  |      |
|      | 广205 | （广州）康王路（上下九）             | ⇆    | （佛山）白沙（中海金沙湾） | 2元  |      |
|      | 207   | 广州花卉博览园（东西部扶贫交易市场） | ⇆    | 恒宝广场                   | 2元  |      |
|      | 209   | 坦尾（柏悦湾）                       | ⇆    | 广州火车东站               | 2元  |      |
|      | 233   | 滘口客运站                           | ⇆    | 广州火车东站               | 2元  |      |
|      | 256   | 珠岛花园                             | ↻    | 草暖公园                   | 2元  |      |
|      | 广260 | （广州）站南路                       | ⇆    | （佛山）穗盐路（雍景豪园） | 2元  |      |
|      | 261   | 大坦沙（市1中）                      | ⇆    | 鱼珠                       | 3元  |      |
|      | 广286 | （广州）广卫路                       | ⇆    | （佛山）黄岐第一城         | 2元  |      |
|      | 416   | 坦尾                                 | ↻    | 坦尾                       | 2元  |      |
|      | 555   | 大坦沙（市1中）                      | ⇆    | 白云文化广场               | 2元  |      |
|      | 783   | 茶滘路                               | ↻    | 沙面小学（大坦沙校区）     | 2元  |      |
|      | 832   | 滘口客运站                           | ⇆    | 白云山制药厂               | 3元  |      |

| 编号 | 编号         | 线路                  | 线路                  | 线路                   | 收费                  | 备注                  |
| ---- | ------------ | --------------------- | --------------------- | ---------------------- | --------------------- | --------------------- |
|      | 839          | 广州白云站            | ⇆                     | 芳和花园               | 2元                   |                       |
|      | 994          | 已于2024年5月4日停办  | 已于2024年5月4日停办  | 已于2024年5月4日停办   | 已于2024年5月4日停办  | 已于2024年5月4日停办  |
|      | 夜11         | 芳村西塱              | ⇆                     | 广州火车站（草暖公园） | 3元                   | 19路附属线路          |
|      | 夜27         | 车陂                  | ⇆                     | 滘口客运站             | 4元                   | 124路附属线路         |
|      | 夜31         | 珠岛花园              | ⇆                     | 海印桥                 | 3元                   | 128路附属线路         |
|      | 夜44         | 海珠客运站            | ⇆                     | 桥中                   | 3元                   | 208路附属线路         |
|      | 广夜58       | （佛山）沙面新城      | ⇆                     | （广州）中山八路       | 3元                   | 广132路附属线路       |
|      | 夜69         | 滘口客运站            | ⇆                     | 鳌鱼岗大街牌坊         | 4元                   | 236路附属线路         |
|      | 夜95         | 大坦沙（市1中）       | ⇆                     | 南方医院               | 4元                   | 832路附属线路         |
|      | 夜99         | 康王路（上下九）      | ⇆                     | 大坦沙（市1中）        | 3元                   |                       |
|      | 高峰快线52   | 已于2024年3月31日停办 | 已于2024年3月31日停办 | 已于2024年3月31日停办  | 已于2024年3月31日停办 | 已于2024年3月31日停办 |
|      | 广高峰快线57 | 已于2023年4月8日停办  | 已于2023年4月8日停办  | 已于2023年4月8日停办   | 已于2023年4月8日停办  | 已于2023年4月8日停办  |
|      | 高峰快线69   | 已于2022年1月16日停办 | 已于2022年1月16日停办 | 已于2022年1月16日停办  | 已于2022年1月16日停办 | 已于2022年1月16日停办 |

| 编号 | 编号  | 线路               | 线路 | 线路                    | 收费 | 备注 |
| ---- | ----- | ------------------ | ---- | ----------------------- | ---- | ---- |
|      | 佛279 | （佛山）桂城地铁站 | ⇆    | （广州）大坦沙（市1中） | 4元  |      |

## 利用状况
本站是大坦沙島最早開通的地鐵車站，因此在本站啟用初期，服務的對象一直是大坦沙島的一些城中村以及住宅區，但實際只有大坦沙島中南部居民能在步程15分鐘內往來車站，其餘島上的居民均需轉駁其他交通工具往返坦尾站。但由於5號線當時是島內除珠江大橋外的快捷對外交通方式，故此車站客流量較高。
而6號線開通後，大坦沙島北部的居民可前往更近的河沙站乘坐地鐵，本站服務對象縮減為僅以大坦沙島中南部的居民為主。但由於本站也成為了換乘車站，更是6號線從潯峰崗站開始往市區方向的首個換乘站，車站客流穩步上升。在2016年，本站的日均客流量為8.3萬人次。
现时在早晚高峰时段，本站会出现大量的换乘及出入站客流。而在晚高峰时段，6號線往潯峰崗方向的乘客有可能需要等候兩趟車才能上車。目前本站每逢工作日早高峰7:30-9:00、晚高峰18:00-19:30實施常態化客流控制措施，維持運營秩序。同时因应两线的换乘客流，调整擴大地面层站厅的付费区面积。

## 歷史
在1997年的城市快速軌道交通線網規劃A方案當中，3號線（現5號線）已在大坦沙島內設站。但該站位置與現時河沙站位置相當。直到2003年，才確定現5號線與6號線均經過大坦沙島內並設站，當時本站被稱為大坦沙南站，位于广三铁路北侧，比現時偏北，為5號線與6號線的一個平行換乘站。後來2003年規劃方案稍作修改，5號線與6號線改為十字相交，車站亦易名為大坦沙站，移動到現時位置。
5號線與6號線分別於2006年內動工，本站作為兩線換乘站，統一設計和建設。隨後，本站正式定名為坦尾站。2009年8月，5号线车站顺利封顶。2009年12月28日，本站5号线部分随5号线首期开通而启用。
2013年4月24日上午，本站以南的下穿廣茂鐵路明挖段完工，標誌6號線首期隧道全線貫通。同年8月10日，车站移交运营部门接管。同年12月28日下午，本站地下一層的6號線車站隨6號線首期開通而啟用。
2014年9月，6号线三个高架车站先行加装喷雾风扇之后效果良好，地铁公司遂决定在包括本站在内的12个地面/高架车站加装喷雾风扇。目前位于本站5号线站台处的喷雾风扇已经装设到位。
2019年，广州地铁对本站站厅的付费区和非付费区进行重新布局，并调整J口进站路线，以擴大地面层站厅的付费区面积。